# 3729-es busz
A 3729-es jelzésű autóbuszvonal Miskolc, Sárospatak és Sátoraljaújhely között húzódó regionális vonal, amelyet a Volánbusz Zrt. üzemeltet.

## Útvonala

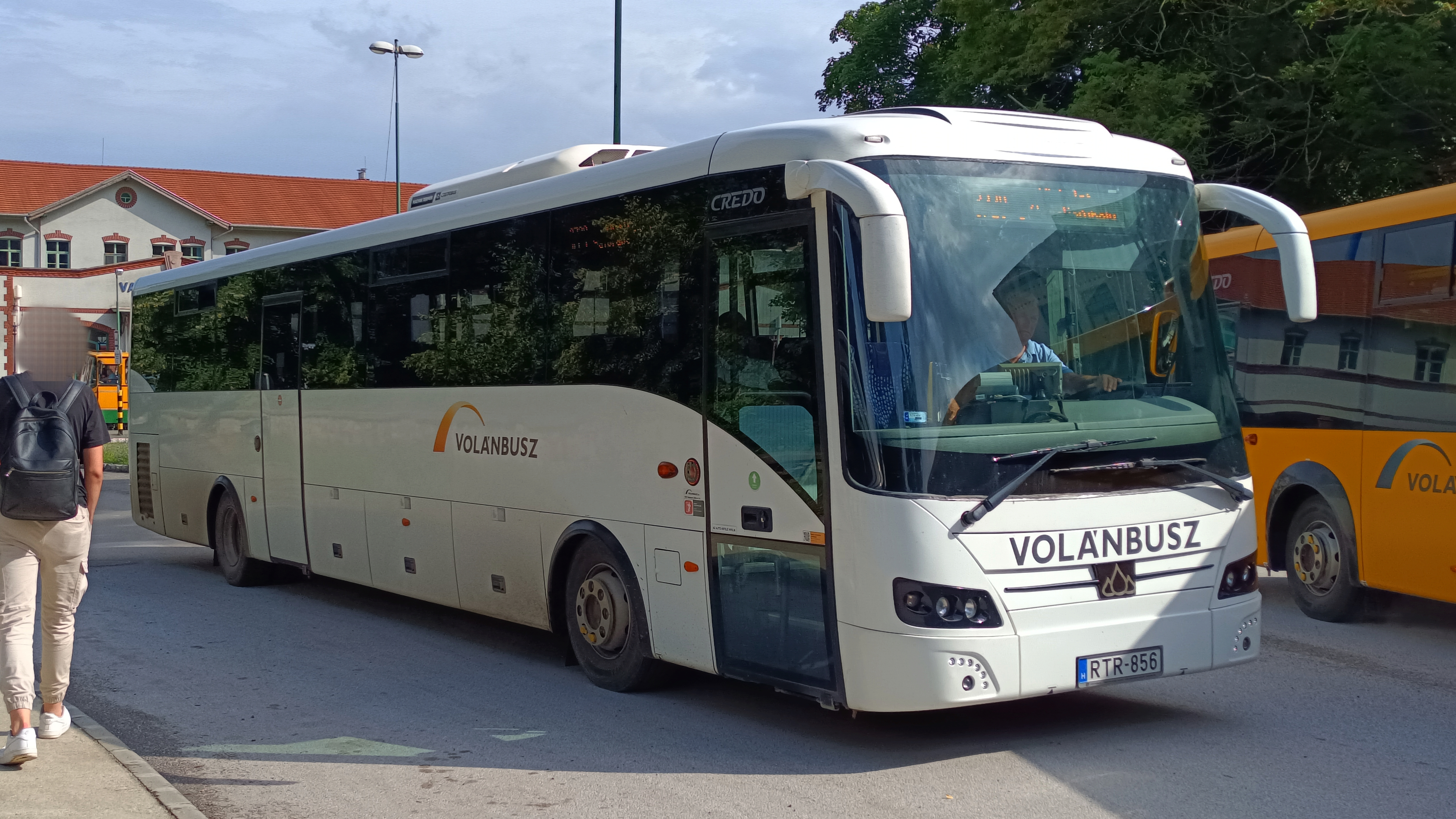
Egy Pest megyei Inovell pótolt teljes vonalon

A miskolci autóbusz-állomásról indul. A 3-as főúton halad Szikszó felé, a 11. percben elhagyja a megyeszékhelyet. Felüljárón átmegy rajta az M30-as autópálya, nemsokkal később egy körforgalomban a 37-es főút irányába kanyarodik, annak 2x2 sávos gyorsforgalmi szakaszán megy, eközben a Bársonyos-patakon és a Hernád folyón is átkel. Első települését, Bekecset 31 kilométer után éri el, a főúttal párhuzamosan hajt be innen Szerencsre, központjából egy abaújszántói pár tér ki a város vasútállomására. Északi irányban Ond következik, aztán a szomszédos Rátka a Szerencs-patak völgyében. A Zempléni-hegység délnyugati részében Tállyára ér, belecsatlakozik a 39-es főútba. Tovább közlekedik párhuzamosan a Szerencs–Hidasnémeti-vasútvonallal, kettő munkanapi Golop községbe kitérést tesz. A megyeszékhelytől számított 75, olykor 90. percben kettő járat végállomására, Abaújszántóra érkezik. Utána Aranyospuszta elágazásában jobbra kanyarodik, a simai elágazáson túl Erdőbényébe kanyarog. Újra a 37-es főúthoz való érése előtt még Tolcsva belsejét is kiszolgálja, úgy közelít Vámosújfaluba. A Bodrog-menti falvakon suhan át, Sárazsadány alsó és felső elágazásában is megáll. Bodrogolaszi a soron levő, mielőtt az egykori Bodroghalász határán menne el, ezek után útja 3. nagyobbik városát, Sárospatakot éri el. Végardó településrésze felé hagyja el azt, Köveshegyen és Várhegyen vezet át. A jelképes 100. kilométerénél is túl a vonal végállomására, a szlovák határ menti Sátoraljaújhelyre érkezik, a járásközpont vasútállomásánál végállomásozik.

## Közlekedése
Indításai közé 3 pár tartozik hétköznap, ebből kettő Miskolc–Abaújszántó viszonylaton. A környék egyik leghosszabb, 111 kilométeres regionális autóbuszvonala. A két város vasúton kétórás összeköttetésben van, jellemzően 1-1,5 órás menetidővel, olykor átszállással.
Mindösszesen 6 különböző autóbuszvonalból áll össze a vonalvezetése, melyek az alábbiak:
- Miskolc – Gesztely / Hernádkak ➝ 3730-as busz
- Bekecs – Szerencs ➝ 3860-as busz
- Szerencs – Abaújszántó ➝ 3851-es busz
- Abaújszántó – Tolcsva ➝ 3868-as busz
- Vámosújfalu – Sárospatak ➝ 3885-ös busz
- Sárospatak – Sátoraljaújhely ➝ 3870-es busz

Az alábbi helyeken kínál csatlakozást:
- Szerencs, posta – autóbuszos csatlakozás Mád felé/felől (3852-es busz).

| Viszonylat                                | Indításszám | Közlekedési rend |
| ----------------------------------------- | ----------- | ---------------- |
| Miskolc, aut. áll. – Abaújszántó, piactér | 2 pár       | munkanapokon     |
| Miskolc, aut. áll. – Sátoraljaújhely vá.  | 1 pár       | munkanapokon     |

## Megállóhelyei
| 0                                       | Miskolc, autóbusz-állomás végállomás      | 0.0 km   | 1, 1G, 3, 3A, 4, 7, 11, 12G, 20, 20A, 24, 28, 32, 34G, 35, 43, 44, 45, 101B, 900, 914, 935 1050, 1053, 1369, 1370, 1372, 1373, 1374, 1375, 1376, 1377, 1380, 1381, 1383, 1384, 1410, 1411 3700, 3701, 3702, 3703, 3704, 3705, 3706, 3707, 3708, 3709, 3710, 3711, 3712, 3714, 3715, 3716, 3717, 3718, 3719, 3720, 3721, 3722, 3723, 3724, 3726, 3727, 3728, 3730, 3731, 3733, 3734, 3735, 3736, 3737, 3738, 3739, 3740, 3741, 3742, 3743, 3744, 3745, 3746, 3747, 3748, 3749, 3750, 3751, 3752, 3753, 3754, 3755, 3757, 3760, 3761, 3764, 3765, 3766, 3767, 3770, 3772, 3773, 3774, 3775, 3776, 3777, 4019 |
| 1                                       | Miskolc, Baross Gábor utca                | 1.5 km   | 7, 8 3706, 3710, 3712, 3715, 3716, 3717, 3718, 3719, 3720, 3721, 3722, 3723, 3724, 3726, 3727, 3728, 3730, 3731, 3733, 3734, 3735, 3736, 3737 |
| 2                                       | Miskolc, Szondi György utca               | 2.0 km   | 1, 1G, 3A, 7, 8, 12G, 14G, 20, 21, 21G, 30, 31, 32, 34G, 35, 35G, 101B, 900, 901, 935, Auchan 1 3706, 3710, 3712, 3715, 3716, 3717, 3718, 3719, 3720, 3721, 3722, 3723, 3724, 3726, 3727, 3728, 3730, 3731, 3733, 3734, 3735, 3736, 3737 |
| 3                                       | Miskolc, Fonoda utca                      | 2.3 km   | 7 3706, 3710, 3712, 3715, 3716, 3717, 3718, 3719, 3720, 3721, 3722, 3723, 3724, 3726, 3727, 3728, 3730, 3731, 3733, 3734, 3735, 3736, 3737 |
| 4                                       | Miskolc, Metro áruház                     | 3.3 km   | 7 3706, 3710, 3712, 3715, 3716, 3717, 3718, 3719, 3720, 3721, 3722, 3723, 3724, 3726, 3727, 3728, 3730, 3731, 3733, 3734, 3735, 3736, 3737 |
| 5                                       | Miskolc, Auchan áruház                    | 3.8 km   | 7, Auchan 1 3706, 3710, 3712, 3715, 3716, 3717, 3718, 3719, 3720, 3721, 3722, 3723, 3724, 3726, 3727, 3728, 3730, 3731, 3733, 3734, 3735, 3736, 3737 |
| 6                                       | Felsőzsolca, bejárati út                  | 6.3 km   | 3724, 3726, 3727, 3730, 3731 |
| 7                                       | Csavaripari elágazás                      | 10.4 km  | 3726, 3727, 3730, 3731 |
| 8                                       | Keleti Csúcsvízmű                         | 12.5 km  | 3726, 3727, 3730, 3731 |
| 9                                       | Hernádkaki elágazás                       | 14.7 km  | 3726, 3727, 3730, 3731 |
| 10                                      | Újharangodi elágazás                      | 21.9 km  | 3726 |
| 11                                      | Bekecs, Táncsics Mihály utca              | 31.2 km  | 3859 |
| 12                                      | Bekecs, posta                             | 32.0 km  | 3730, 3859, 3860 |
| 13                                      | Bekecs, alsó                              | 33.0 km  | 3730, 3859, 3860 |
| 14                                      | Szerencs, malom                           | 33.6 km  | 3730, 3806, 3807, 3851, 3852, 3859, 3860 |
| 15                                      | Szerencs, posta                           | 34.4 km  | 3730, 3806, 3807, 3851, 3852, 3853, 3855, 3859, 3860, 3895 |
| Munkanapokon 2 alkalommal érintett.     |                                           |          | |
| ∫                                       | Szerencs, csokoládégyár                   | ∫        | 3730, 3806, 3807, 3851, 3852, 3859, 3860, 3895 |
| ∫                                       | Szerencs vasútállomás                     | ∫        | 3730, 3806, 3851, 3852, 3859, 3860 IC, gyorsvonat, személyvonat – Szerencs [80/98/100c] |
| ∫                                       | Szerencs, csokoládégyár                   | ∫        | 3730, 3806, 3807, 3851, 3852, 3859, 3860, 3895 |
| 16                                      | Szerencs, Rákóczi utca 99.                | 35.0 km  | 3730, 3806, 3807, 3851, 3852, 3859, 3895 |
| 17                                      | Szerencs, Ondi utca 59.                   | 35.9 km  | 3806, 3851, 3895 |
| 18                                      | Szerencs (Ond), Fő út 139.                | 37.8 km  | 3806, 3851, 3895 |
| 19                                      | Szerencs (Ond), iskola                    | 38.6 km  | 3806, 3851, 3895 |
| 20                                      | Rátka, vegyesbolt                         | 41.1 km  | 3806, 3851, 3895 |
| 21                                      | Rátka, italbolt                           | 41.9 km  | 3806, 3851, 3895 személyvonat – Rátka [98.] |
| 22                                      | Rátka, Kossuth utca 127.                  | 42.5 km  | 3806, 3851, 3895 |
| 23                                      | Tállya, községháza                        | 44.3 km  | 3806, 3808, 3851, 3895 |
| 24                                      | Tállya, Rákóczi utca 64.                  | 44.8 km  | 3806, 3808, 3851, 3895 |
| 25                                      | Tállya, kőbánya                           | 45.6 km  | 3806, 3808, 3851, 3895 |
| 26                                      | Golop vasúti megállóhely, bejárati út     | 46.7 km  | 3806, 3808, 3851 személyvonat – Golop [98.] |
| Munkanapokon 2 alkalommal nem érintett. |                                           |          | |
| 27                                      | Golop, autóbusz-forduló                   | 48.2 km  | 3806, 3808, 3851, 3860 |
| 28                                      | Golop vasúti megállóhely, bejárati út     | 49.7 km  | 3806, 3808, 3851 személyvonat – Golop [98.] |
| 29                                      | Abaújszántó, művelődési ház               | 53.9 km  | 3723, 3806, 3808, 3810, 3851, 3868 |
| 30                                      | Abaújszántó, piactér vonalközi végállomás | 54.5 km  | 3723, 3806, 3808, 3809, 3810, 3824, 3851, 3868 |
| 31                                      | Abaújszántó, Állami Gazdaság üzemegység   | 55.6 km  | 3723, 3806, 3809, 3810, 3824, 3868 |
| 32                                      | Aranyosi elágazás                         | 57.7 km  | 3723, 3806, 3809, 3810, 3824, 3868 |
| 33                                      | Aranyosfürdő                              | 62.9 km  | 3868 |
| 34                                      | Simai elágazás                            | 63.4 km  | 3868 |
| 35                                      | Erdőbénye, Ligettető                      | 65.9 km  | 3868 |
| 36                                      | Erdőbénye, Mátyás király út               | 70.2 km  | 3868, 3874 |
| 37                                      | Olaszliszkai elágazás                     | 73.8 km  | 3868 |
| 38                                      | Tolcsva, községháza                       | 78.3 km  | 3868, 3884, 3891 |
| 39                                      | Tolcsva, vegyesbolt                       | 79.0 km  | 3868, 3884, 3891 |
| 40                                      | Tolcsva, autóbusz-forduló                 | 79.6 km  | 3868, 3884, 3891 |
| 41                                      | Tolcsva, vegyesbolt                       | 80.2 km  | 3868, 3884, 3891 |
| 42                                      | Tolcsva, községháza                       | 80.8 km  | 3868, 3884, 3891 |
| 43                                      | Tolcsva, Állami Gazdaság borkombinát      | 81.5 km  | 3884, 3891 |
| 44                                      | Vámosújfalu, vegyesbolt                   | 83.7 km  | 1449 3881, 3884, 3885, 3891 |
| 45                                      | Vámosújfalu, temető                       | 84.3 km  | 3884, 3885 |
| 46                                      | Sárazsadány, alsó bejárati út             | 85.8 km  | 1449 3881, 3884, 3885 |
| 47                                      | Sárazsadány, felső bejárati út            | 87.5 km  | 1449 3881, 3884, 3885 |
| 48                                      | Bodrogolaszi, iskola                      | 89.5 km  | 1449 3881, 3884, 3885 IC, személyvonat – Bodrogolaszi [80.] |
| 49                                      | Bodrogolaszi, sporttelep                  | 90.1 km  | 3884, 3885 |
| 50                                      | Baromfikeltető (21-es kilométerkő)        | 91.3 km  | 3884, 3885 |
| 51                                      | Bodroghalász, bejárati út                 | 92.9 km  | 1449 3881, 3884, 3885 |
| 52                                      | Sárospatak, Árpád vezér Gimnázium         | 94.2 km  | 1449 3881, 3884, 3885 |
| 53                                      | Sárospatak, Bodrog Áruház                 | 95.0 km  | 1449 3872, 3873, 3875, 3878, 3879, 3880, 3881, 3882, 3883, 3884, 3885, 3888, 3889 |
| 54                                      | Sárospatak vasútállomás                   | 95.9 km  | 1449 3869, 3870, 3871, 3872, 3873, 3875, 3878, 3879, 3880, 3881, 3882, 3883, 3884, 3885, 3886, 3888, 3889, 3930 IC, személyvonat – Sárospatak [80.] |
| 55                                      | Sárospatak, gimnázium                     | 96.5 km  | 1449 3869, 3870, 3871, 3930 |
| 56                                      | Sárospatak, Kazinczy utca                 | 97.3 km  | 1449 3869, 3870, 3871, 3930 |
| 57                                      | Végardói elágazás                         | 99.3 km  | 1449 3870, 3871, 3930 |
| 58                                      | Károlyfalva, bejárati út                  | 101.4 km | 1449 3870, 3871, 3909, 3930 |
| 59                                      | Köveshegy                                 | 102.7 km | 1449 3870, 3871, 3909, 3930 |
| 60                                      | Várhegy                                   | 105.3 km | 1449 3870, 3871, 3909, 3930 |
| 61                                      | Sátoraljaújhely, telefongyár              | 106.7 km | 1449 3870, 3871, 3909, 3930 |
| 62                                      | Sátoraljaújhely vasútállomás végállomás   | 107.8 km | 1449 3870, 3900, 3901, 3903, 3907, 3909, 3919, 3920, 3923, 3925, 3929, 3930 IC, személyvonat – Sátoraljaújhely [80.] |